# Carolyn P. Boyd
Carolyn P. Boyd, née à San Diego (Californie) en 1944 et morte à Irvine (Californie) le 19 juillet 2015, est une historienne et hispaniste américaine, professeure à l’université de Californie à Irvine,,.

## Publications
- Praetorian Politics in Liberal Spain (The University of North Carolina Press, 1979)[4][5] (traduction en espagnol La política pretoriana en el reinado de Alfonso XIII par Mauro Hernández Benítez, Alianza Editorial, Madrid, 1990)[6],[1])
- Historia Patria: Politics, History, and National Identity in Spain, 1875–1975 (Princeton University Press, 1997)[7][8] (traduction en espagnol : Historia patria: política, historia e identidad nacional en España: 1875-1975, Pomares-Corredor, 2000)[6]
- Religión y política en la España contemporánea (coord., Centro de Estudios Políticos y Constitucionales, 2007)[9]